# Alpine A110 (2017)
Alpine A110 är en sportbil som den franska biltillverkaren Alpine presenterade på Internationella bilsalongen i Genève i mars 2017.
Med modellen A110 väcker Renault liv i märket Alpine igen efter drygt två decenniers frånvaro. Modellnamnet och formerna är hämtade från sextiotalets klassiska rallybil. Bilen är byggd i aluminium för låg vikt. Den fyrcylindriga turbomotorn är utvecklad av Renault-Nissan. De första exemplaren ska levereras till kund i slutet av 2017.